# Luigi Morelli
Luigi Morelli (Castellanza, 24 agosto 1895 – 18 luglio 1954) è stato un politico e sindacalista italiano.
Eletto all'Assemblea Costituente nelle file della Democrazia Cristiana, venne confermato nella I e II legislatura.

## Biografia
Figlio di commercianti, interrompe gli studi al termine delle scuole elementari ed inizia a lavorare in alcune ditte del territorio. Nel 1913 si iscrive al Partito Socialista Italiano ed entra come funzionario a far parte dell'organigramma della Confederazione Generale del Lavoro. Licenziato per questo motivo dal posto di lavoro, in situazioni economiche precarie, emigra nel 1924 in Argentina. L'esperienza dura alcuni mesi, Morelli rientra in patria e viene eletto sindaco della sua città natale. Si allontana in questo periodo in modo progressivo dalle idee socialiste, anche se accetta il trasferimento a Ferrara a dirigere la camera del lavoro per necessità economiche. Con l'avvento del fascismo viene allontanato dal suo posto di lavoro e, staccandosi dal sindacalismo attivo, viene assunto come impiegato a Busto Arsizio nella sede della Società Elettrica Alto Milanese.
In questi anni si avvicina al cattolicesimo e agli ideali dell'Azione Cattolica, a cui aderisce nel 1935 rientrando nella vita politica attiva. Dopo l'Armistizio del 1943 si adopera per la creazione dei primi movimenti di resistenza del territorio.
Nel dopoguerra viene nominato segretario nazionale aggiunto della CISL, assistente diretto di Giulio Pastore.
Muore in un incidente automobilistico mentre si recava ad un comizio sindacale a Comacchio. Il suo posto viene occupato dal primo dei non eletti, Enrico Tosi.